# 大阪府立清友高等学校
大阪府立清友高等学校（おおさかふりつ せいゆうこうとうがっこう、英称：Osaka Prefectural Seiyu High School）は、かつて大阪府八尾市にあった公立高等学校。

## 概要
私立高等女学校を経て私立高等学校として出発したが、1956年に八尾市に移管されて市立高等学校となったのち、さらに1979年に大阪府に移管されて府立高等学校となった。全日制普通科を設置していた。
2000年代には基礎学力の育成に力を入れ、英語科・数学科・国語科では少人数指導を実施していた。生徒一人一人の希望進路に応じたきめ細やかな選択科目を開講しており、2年生から「文系特進」「理系特進」「幼児教育」「ベーシック」「医療看護」の5コースに分かれていた。また、キャリア教育の推進や生活指導にも力を入れていた。
2005年度以降、「府立高等学校経営革新プロジェクト」推進校の指定を受けており、2006年には「府立高等学校特色づくり・再編整備計画（全体計画）平成18年度（第4年次）実施対象校」となった。結果、2008年度から大阪府立池島高等学校と統合され、普通科総合選択制の新高校・大阪府立みどり清朋高等学校となった。なお、新高校の校舎・校地は従来の池島高等学校の敷地を使用している。これに伴い清友高等学校は2008年度から募集停止となっており、在校生が卒業する2010年3月に閉校した。これまでの卒業生は約1万8000人。

## 沿革

### 旧制高等女学校
1941年に私立の清友学園高等女学校として設置された。
設置母体は、大阪府立清水谷高等女学校（現在の大阪府立清水谷高等学校）の同窓会・清友会である。同会は1940年6月13日、清水谷高等女学校の創立40周年記念および紀元二千六百年記念事業として、1941年度に高等女学校を設置することを決めた。当時大阪府下の高等女学校は志願者が殺到して高倍率となっていたことから、入試難を緩和する目的もあった。
学校設置場所は、中河内郡曙川村柏村（現在の八尾市柏村町1丁目63番地）の清水谷高等女学校郊外農園の一角とした。郊外農園は恵我ノ荘（現在の松原市）・山本（現在の八尾市山本地区）と敷地が変遷したのち、1941年に曙川村に移転した。
校舎建設が間に合わなかったため、1941年4月の開校当初は布施市（現在の東大阪市）横沼町3丁目に仮校舎を設置した。1942年9月に校舎が完成し、中河内郡曙川村に移転している。
太平洋戦争に伴い生徒は1944年以降勤労動員されるなどした。1945年には数度にわたり校舎に機銃掃射の被害を受けるなどした。

### 新制高等学校
学制改革により、1948年に新制高等学校の清友学園高等学校へと改編された。同校は私立女子校として運営された。また当時、新制の清友学園中学校を併設していた、
しかし清友学園は入学志願者の減少で経営難に陥った。一方八尾市は地域人口の増加で学校増設が必要と判断していたこともあり、清友学園と八尾市の思惑が一致して八尾市に移管されることになった。学校関係者は八尾市に移管する際、「清友」の校名と、女子校としての運営の維持を求めた。
1956年9月1日付で在籍の生徒・教職員および施設の一切を継承する形で八尾市に移管され、八尾市立清友高等学校となった。同校は引き続き女子校のままとなっていた。大阪府下の公立高等学校では男女別学校は歴史的にもほとんど存在しないが、女子校として運営された例外的なケースとなっている。
1970年には八尾市立から大阪府立への移管問題が浮上した。関係者との折衝を経て府立移管が具体化し、1979年4月1日付で大阪府に移管されて大阪府立清友高等学校となった。
府立移管の際、学校関係者は清友の校名を残すことを求め、大阪府も要望を受け入れた。大阪府立高等学校では学校所在地の地名から校名をつけるのを原則としていたが、地名に由来しない校名を持つ珍しい例となった。
府立移管と同時に、八尾市千塚への移転と男女共学化が実施されている。

### 学校統廃合
2006年には「府立高等学校特色づくり・再編整備計画（全体計画）平成18年度（第4年次）実施対象校」として、大阪府立池島高等学校と統合することが発表された。
新高校は大阪府立みどり清朋高等学校として、従来の池島高等学校敷地に2008年に開校した。これに伴い清友高等学校は2008年度以降の新入生募集を停止し、最終学年が卒業する2010年3月に閉校した。

### 年表
- 1940年6月13日 - 清水谷高等女学校同窓会「清友会」が高等女学校設置を決議[1]。
- 1941年3月10日 - 清友学園高等女学校の設置が認可される。
- 1941年4月1日 - 清友学園高等女学校として開校。当初は布施市の仮校舎で授業（私立時代は5月10日を創立記念日とした）。
- 1942年9月23日 - 中河内郡曙川村（現・八尾市柏村町）へ移転。
- 1946年9月5日 - 清友幼稚園を併設。
- 1947年4月1日 - 学制改革により新制清友学園中学校を設置。
- 1948年4月1日 - 学制改革により新制清友学園高等学校を設置。
- 1951年3月8日 - 設置者の清友学園、財団法人から学校法人へ改編。
- 1956年8月31日 - 清友学園中学校を廃止[1]。
- 1956年9月1日 - 八尾市に移管し、八尾市立清友高等学校に改称[1]。
- 1956年10月8日 - 市立移管記念式典を実施（市立高校としての創立記念日とした）。
- 1978年6月13日 - 八尾市千塚で校舎建設第一期工事を開始（府立高校としての創立記念日とした）。
- 1979年4月1日 - 大阪府に移管、大阪府立清友高等学校となる。八尾市千塚に移転。男女共学に移行。
- 1979年4月28日 - 府立移管記念式典を実施。
- 2008年4月1日 - 大阪府立池島高等学校と統合し、大阪府立みどり清朋高等学校が発足。これに伴い募集停止。
- 2010年3月6日 - 最終学年の卒業式を実施。
- 2010年3月31日 - 閉校。

## 閉校後の跡地利用
私立学校時代および八尾市立清友高等学校時代の1979年3月まで使用されていた八尾市柏村町の旧敷地は、1983年4月から1984年8月に大阪府立八尾北高等学校の仮校舎として使用されたのち、1985年に金光八尾中学校・高等学校が開校している。
府立高等学校時代の八尾市千塚の旧敷地には、2010年4月に大阪府立八尾支援学校東校（高等部分校）を設置した。八尾支援学校東校は5年後の2015年3月に閉校した。その後、2016年より八尾市立高安小学校・高安中学校が施設一体型小中一貫校に改編の上で移転し、旧敷地を使用している。

## 出身者
- 浜田ゆう子 - 元女優　八尾市立清友高等学校時代の卒業生
- 芹洋子 - 歌手 八尾市立清友高等学校時代の卒業生
- 桂文三 - 落語家[6]
- 鰻和弘（銀シャリ) - 漫才師

## 交通
- 近鉄信貴線 服部川駅 北へ約600m。